# 普拉卡什·拉吉
普拉卡什·拉伊（英語：Prakash Rai，1965年3月26日—）或稱藝名普拉卡什·拉吉（英語：Prakash Raj），印度男演員、導演、製片人、電視節目主持人及政客，憑藉出演泰盧固語、泰米爾語、卡納達語、馬拉雅拉姆語、英語和印地語電影而聞名。他已贏得諸多獎項，涵蓋印度國家電影獎、南迪獎、泰米爾納德邦電影獎、南印度電影觀眾獎、南印度國際電影獎、CineMAA獎及維傑獎。拉吉除了母語卡納達語外，還能說流利的泰盧固語、泰米爾語、印地語、英語和馬拉地語，在印度電影界備受追捧。他扮演過各式各樣的角色，最著名的是擔任反派角色。
普拉卡什在卡納達從事舞台表演和電視工作數年後，進軍電影業。他透過K·巴拉坎德的《二重唱》（1994年）首次在泰米爾電影中亮相，從此成為商業上成功的泰米爾電影明星。他為了紀念，將自己的製片公司命名為二重唱電影。普拉卡什憑藉馬尼·拉特南的《冤家对头》（1997年）榮獲印度國家電影獎最佳男配角；隨即又以克里希納·華姆斯的泰盧固電影《宮殿》（1998年）贏得印度國家電影獎特別提名獎。普拉卡什憑藉普利亞當沙電影《丝绸织工》（2007年）而獲得印度國家電影獎最佳男主角。
他身為製片人，2011年憑藉由戲劇老友B·蘇雷沙執導的《普塔卡高速公路》獲得了印度國家電影獎最佳卡納達故事片。普拉卡什也擔任了遊戲節目《你也能贏得千萬盧比》第二季的主持人。

## 早年
普拉卡什·拉吉1965年3月26日出生於邁索爾邦班加羅爾（今卡纳塔克邦），本名普拉卡什·拉伊（Prakash Rai）。父親是圖盧人，母親是卡納達人。

## 私生活
1994年，普拉卡什與演員拉麗莎·庫馬里結婚。他們育有兩女：梅格哈娜（Meghana）與普嘉（Pooja），還有一子西杜（Sidhu）。2004年，年僅五歲的西杜在放風箏時摔倒受傷後去世。普拉卡什與妻子於2009年離婚。
後來，普拉卡什於2010年8月24日與編舞家邦尼·維爾馬結婚。他們2015年獲得一子，名為維丹特（Vedhanth）。
雖然父親是印度教徒，母親是羅馬天主教徒，但普拉卡什自認為無信仰者。

## 外部連結
- 普拉卡什·拉吉在互联网电影资料库（IMDb）上的資料（英文）